# Haut-shérif du Dyfed
Le haut-shérif du Dyfed (High Sheriff of Dyfed en anglais et Uchel Siryf Dyfed en gallois) est le représentant judiciaire de la monarchie britannique dans le comté du Dyfed.
La fonction est pour la première fois exercée par John Anthony Sulivan, nommé le 26 mars 1974 pour l’année 1974-1975. Helen Jones est le haut-shérif du Dyfed pour l’année 2024-2025 à la suite de sa nomination le 14 mars 2024.

## Histoire
Au sens du Local Government Act 1888, les shrievalties sont définies à partir des comtés administratifs créés à partir du 1er avril 1889 en Angleterre et au pays de Galles. Cependant, au pays de Galles, celles-ci sont modifiées au 1er avril 1974 d’après la disposition 219 du Local Government Act 1972,.
Une nouvelle shrievalty couvrant le comté du Dyfed est ainsi érigée à partir de celles du Cardiganshire, du Carmarthenshire et de Pembroke. Alors que les fonctions de shérifs du Cardiganshire (en), du Carmarthenshire (en) et de Pembroke (en) sont abolies le 31 mars 1974, celle de haut-shérif du Dyfed est instituée au 1er avril 1974.
Le Local Government (Wales) Act 1994 abolit les comtés créés au pays de Galles par la loi de 1972 au 31 mars 1996. Toutefois, ceux-ci conservent un rôle cérémoniel limité en tant que comtés préservés, notamment dans le cadre des shrievalties. Ainsi, le comté préservé du Dyfed reste opérationnel dans de nouvelles limites territoriales, qui sont les mêmes que celles décrites par la loi en 1972.

## Liste des haut-shérifs
| Identité                                  | Nomination   | Souverain    | Année     |
| ----------------------------------------- | ------------ | ------------ | --------- |
| John Anthony Sulivan                      | 26 mars 1974 | Élisabeth II | 1974-1975 |
| David Brynmor Llewelyn-Morgan             | 18 mars 1975 | Élisabeth II | 1975-1976 |
| Thomas Arfon Owen                         | 17 mars 1976 | Élisabeth II | 1976-1977 |
| Christopher Harold Pemberton              | 9 mars 1977  | Élisabeth II | 1977-1978 |
| Gilbert Henry Fleetwood Chaldecott        | 21 mars 1978 | Élisabeth II | 1978-1979 |
| William Joseph St. Ervyl-Glyndwr Rhys     | 14 mars 1979 | Élisabeth II | 1979-1980 |
| William Peter Howells                     | 19 mars 1980 | Élisabeth II | 1980-1981 |
| William James Hinds                       | 18 mars 1981 | Élisabeth II | 1981-1982 |
| Hywel Heulyn Roberts                      | 10 mars 1982 | Élisabeth II | 1982-1983 |
| David Owen John Shoubridge Lorth-Phillips | 16 mars 1983 | Élisabeth II | 1983-1984 |
| Joseph David Dyfrig Williams              | 14 mars 1984 | Élisabeth II | 1984-1985 |
| John Hedley Cule                          | 20 mars 1985 | Élisabeth II | 1985-1986 |
| Thomas Charles Hughes                     | 26 mars 1986 | Élisabeth II | 1986-1987 |
| Robin William Lewis                       | 18 mars 1987 | Élisabeth II | 1987-1988 |
| Griffith Berwyn Williams                  | 23 mars 1988 | Élisabeth II | 1988-1989 |
| Paul John Kaye Speyer                     | 15 mars 1989 | Élisabeth II | 1989-1990 |
| John Henry Thomas Rees                    | 14 mars 1990 | Élisabeth II | 1990-1991 |
| Geraint Llewellyn Evans                   | 20 mars 1991 | Élisabeth II | 1991-1992 |
| George Malcolm Green                      | 16 mars 1992 | Élisabeth II | 1992-1993 |
| Mrs. Patrick Rooney                       | 10 mars 1993 | Élisabeth II | 1993-1994 |
| John Geraint Jenkins                      | 15 mars 1994 | Élisabeth II | 1994-1995 |
| Ieuan Wyn Jones                           | 15 mars 1995 | Élisabeth II | 1995-1996 |
| David Clive Jones-Davies                  | 13 mars 1996 | Élisabeth II | 1996-1997 |
| Hyw Ceiriog Lloyd-Williams                | 19 mars 1997 | Élisabeth II | 1997-1998 |
| John Seymour Allen-Mirehouse              | 18 mars 1998 | Élisabeth II | 1998-1999 |
| Jonathan Michael Griffith Andrews         | 10 mars 1999 | Élisabeth II | 1999-2000 |
| Daniel Gruffyd Jones                      | 15 mars 2000 | Élisabeth II | 2000-2001 |
| Richard Harold James                      | 14 mars 2001 | Élisabeth II | 2001-2002 |
| Stephen Patrick Rees                      | 26 mars 2002 | Élisabeth II | 2002-2003 |
| Evan Keith John Evans                     | 20 mars 2003 | Élisabeth II | 2003-2004 |
| Norma Beryl Drew                          | 10 mars 2004 | Élisabeth II | 2004-2005 |
| John David Alan Thomas                    | 22 mars 2005 | Élisabeth II | 2005-2006 |
| Ann Rhys                                  | 8 mars 2006  | Élisabeth II | 2006-2007 |
| David Llewellin Davies                    | 6 mars 2007  | Élisabeth II | 2007-2008 |
| Claire Mary Mansel Lewis                  | 12 mars 2008 | Élisabeth II | 2008-2009 |
| Gareth Rowlands                           | 18 mars 2009 | Élisabeth II | 2009-2010 |
| David Llewellyn Pryse Lloyd               | 17 mars 2010 | Élisabeth II | 2010-2011 |
| Thomas Owen Saunders Lloyd                | 16 mars 2011 | Élisabeth II | 2011-2012 |
| Elan Closs Stephens                       | 14 mars 2012 | Élisabeth II | 2012-2013 |
| John Thomas Davies                        | 13 mars 2013 | Élisabeth II | 2013-2014 |
| Rachel Elinor Jones                       | 5 mars 2014  | Élisabeth II | 2014-2015 |
| James Wilfrid Poyer Lewis                 | 19 mars 2015 | Élisabeth II | 2015-2016 |
| Medwin Hughes                             | 15 mars 2016 | Élisabeth II | 2016-2017 |
| Susan Carol Balsom                        | 8 mars 2017  | Élisabeth II | 2017-2018 |
| Stephen Mansel Edward Davies              | 14 mars 2018 | Élisabeth II | 2018-2019 |
| Anne Helena Jane Lewis                    | 13 mars 2019 | Élisabeth II | 2019-2020 |
| Sharron Kim Lusher                        | 11 mars 2020 | Élisabeth II | 2020-2021 |
| Jonathan Thomas Gravell                   | 10 mars 2021 | Élisabeth II | 2021-2022 |
| David Rowland Rees-Evans                  | 16 mars 2022 | Élisabeth II | 2022      |
| David Rowland Rees-Evans                  | 16 mars 2022 | Charles III  | 2022-2023 |
| Meurig David Raymond                      | 8 mars 2023  | Charles III  | 2023-2024 |
| Helen Jones                               | 13 mars 2024 | Charles III  | 2024-2025 |